# Paronychia argyrocoma
Paronychia argyrocoma är en nejlikväxtart som först beskrevs av André Michaux, och fick sitt nu gällande namn av Thomas Nuttall. Paronychia argyrocoma ingår i släktet prasselörter, och familjen nejlikväxter. Inga underarter finns listade i Catalogue of Life.